# 灰头噪鹛
灰头噪鹛（学名：Garrulax cinereifrons），是画眉科噪鹛属的一种，为斯里兰卡的特有种。全球活动范围约为15,800平方千米。该物种的保护状况被评为易危。
灰头噪鹛的平均体重约为70.0克。栖息地包括亚热带或热带的湿润低地林和亚热带或热带的湿润山地林。